# 타이란트 (드라마)
《타이런트》(영어: Tyrant)는 2014년 6월 24일부터 2016년 9월 7일까지 FX에서 방영한 드라마이다.

## 출연

### 주연
- 애덤 레이너
- 제니퍼 피니건
- 아쉬라프 바롬
- 파레스 파레스
- 모란 아티아스
- 앤 윈터스
- 앨리스 크리거
- 저스틴 커크
- 멜리아 크레일링
- 크리스 노스

### 조연
- 모하메드 바크리
- 레슬리 호프
- 제이크 웨버
- 아리욘 바카레